# ラメーツィア・テルメ
ラメーツィア・テルメ（イタリア語: Lamezia Terme）は、イタリア共和国カラブリア州カタンザーロ県にある、人口約71,000人の基礎自治体（コムーネ）。

## 地理

### 位置・広がり

#### 隣接コムーネ
隣接するコムーネは以下の通り。
- コンフレンティ
- クリンガ
- ファレルナ
- フェロレート・アンティーコ
- ジッツェリーア
- マイダ
- マルティラーノ・ロンバルド
- ノチェーラ・テリネーゼ
- プラタニーア
- サン・ピエトロ・ア・マイダ
- セッラストレッタ

## 行政

### 分離集落
ラメーツィア・テルメには、以下の分離集落（フラツィオーネ）がある。
- Acquadàuzano, Acquafredda, Bella, Bosco Amatello, Capizzaglie, Caronte, Carrà, Castagna, Fronti, Gabella, Magolà, Marinella, Mitoio, San Minà, San Pietro Lametino, Sant'Eufemia Vetere (Sant'Eufemia del Golfo), Scinà, Telara, Vallericciardo, Vonio, Zangarona